# Shunga-Dynastie

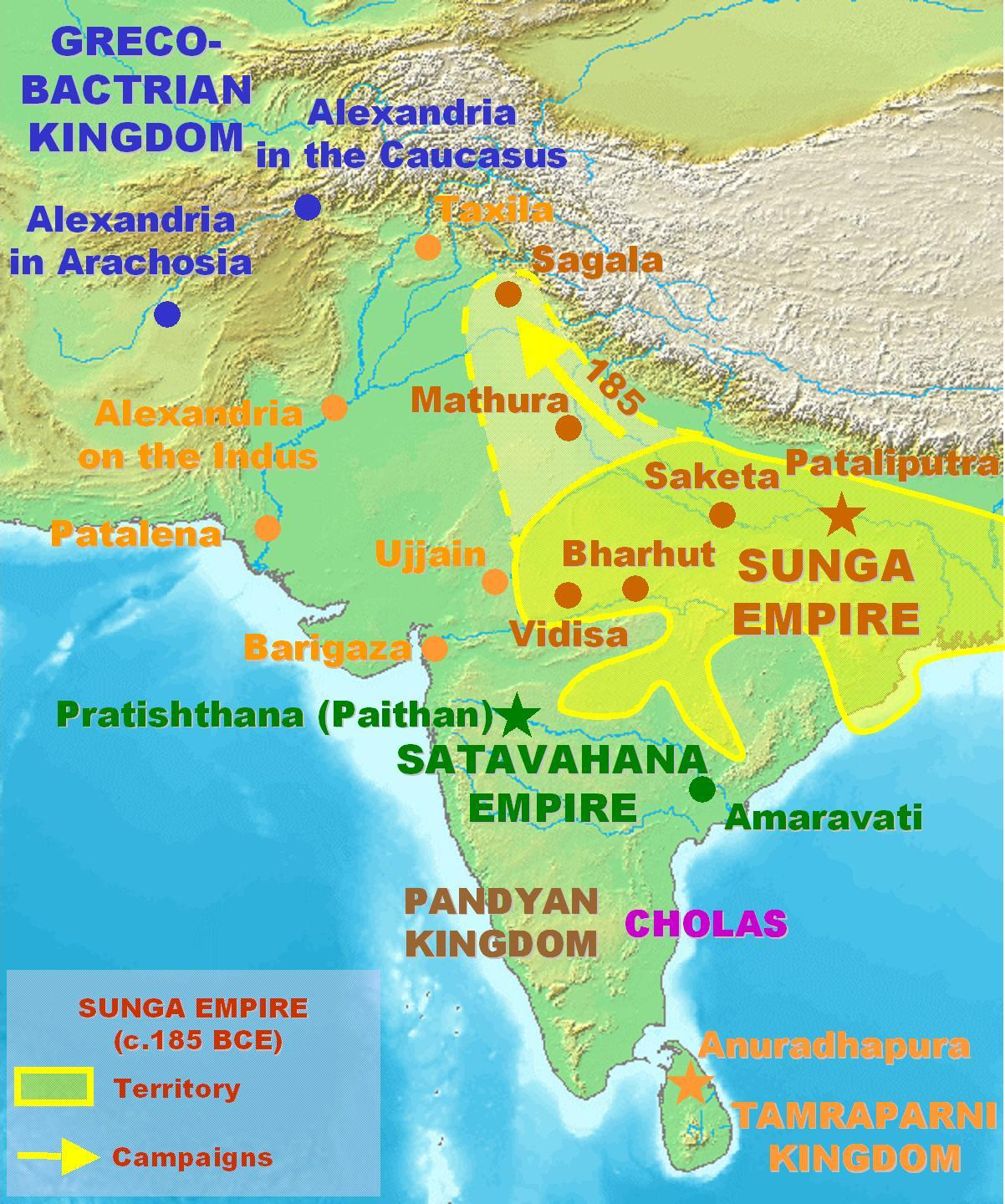
Das Shunga-Reich zur Zeit seiner größten territorialen Ausdehnung (entspricht dem Herrschaftsterritorium, das um 185 v. Chr., kurz vor der Machtübernahme durch General Pushyamitra, dem Maurya-Reich noch direkt unterstand.)

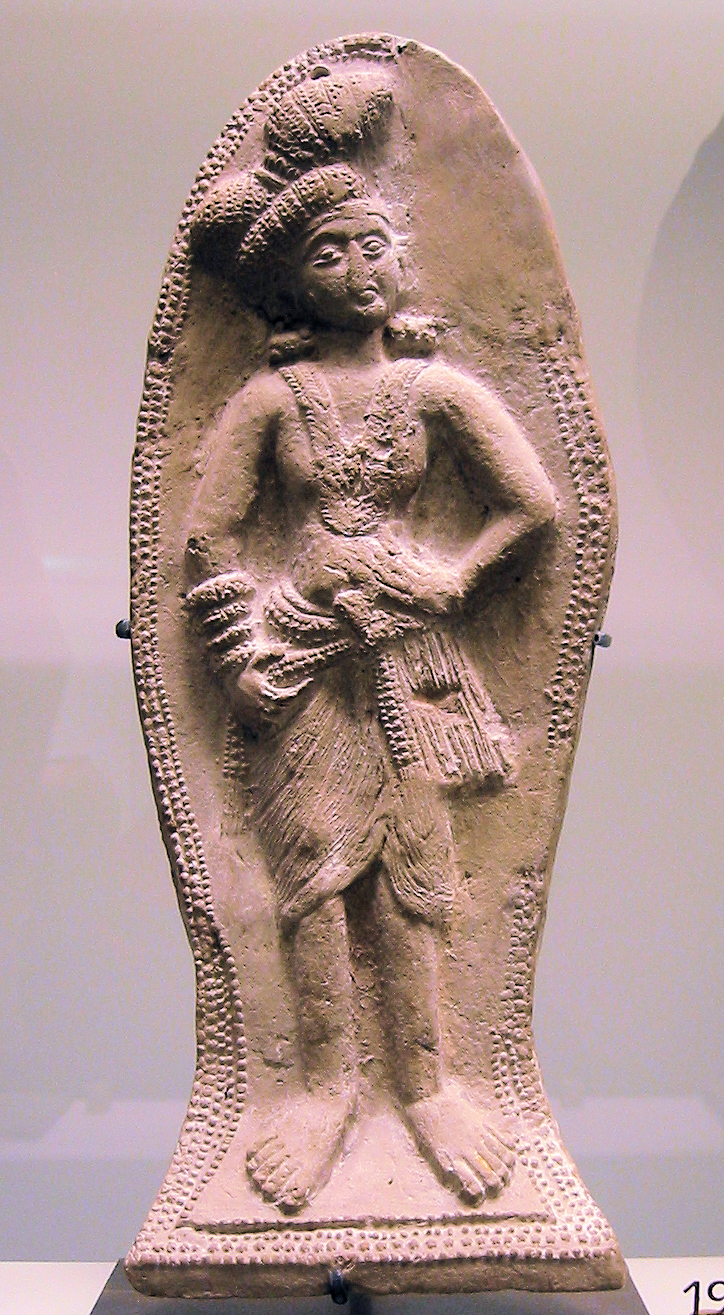
Männliche Figur mit Turban, Shunga-Zeit, 2./1. Jh. v. Chr.

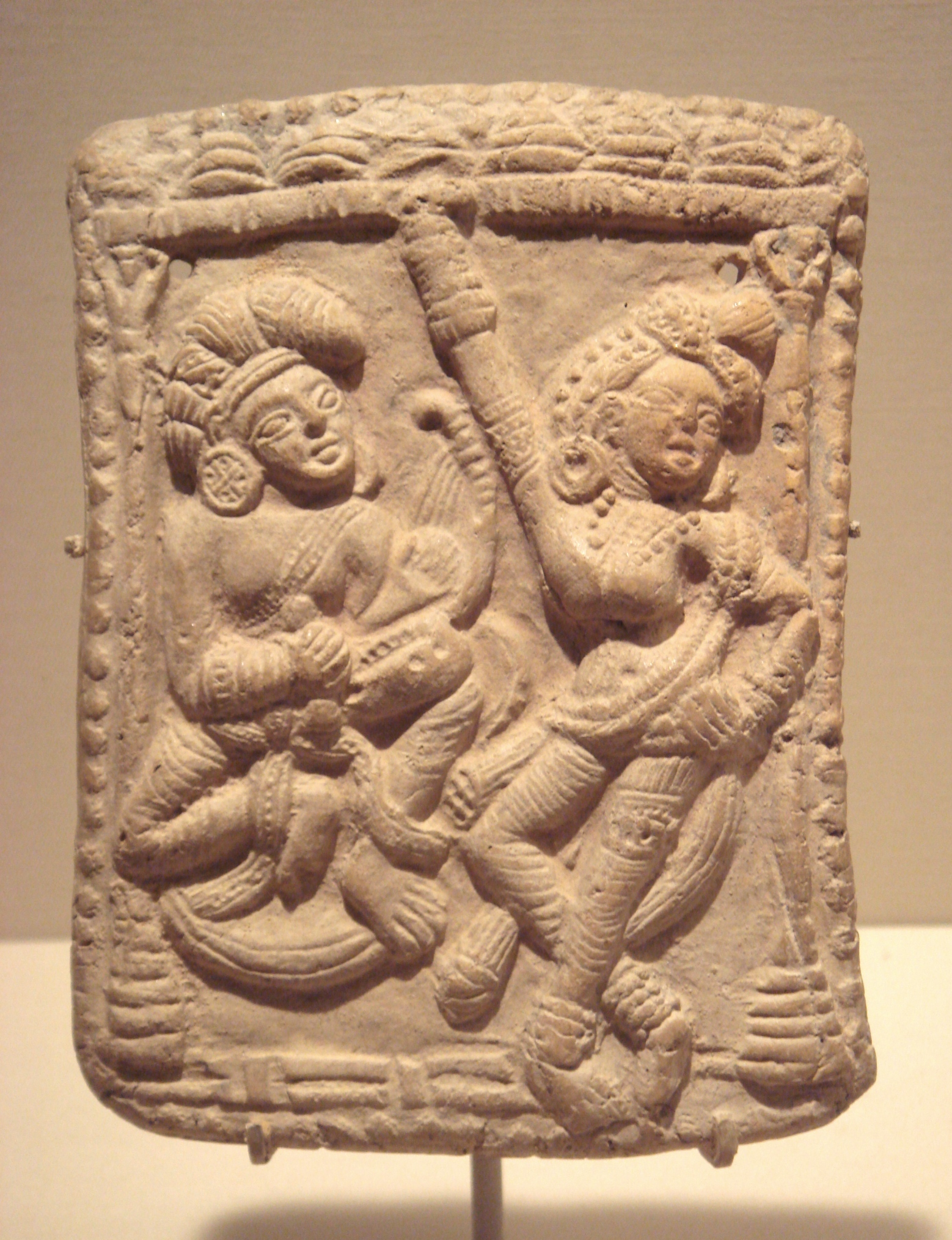
Musikant und Tänzerin aus Bengalen

Die Shunga waren eine altindische Dynastie, deren Reich die Nachfolge des Maurya-Reichs antrat. Die Shunga-Dynastie beherrschte zwischen 185 v. Chr. und 73 v. Chr. von Magadha aus einen großen Teil Nordindiens. Die Hauptstädte waren Pataliputra in Magadha und Vidisha in Malwa, wobei die Meinungen geteilt sind, welche der beiden Städte für die Verwaltung des Reiches die bedeutendere war. 

## Geschichte
Die Geschichte der Shunga-Dynastie begann nach dem Harshacarita (7. Jh.) durch einen Putsch des Generals Pushyamitra Shunga (reg. ca. 185–151/149 v. Chr.) gegen die Herrschaft seines Herren Brihadratha († ca. 185 v. Chr.), eines Urenkels Kaiser Ashokas. Pushyamitra übernahm die Königswürde Magadhas und die maurya Hauptstadt Pataliputra, wodurch die Maurya-Dynastie endete. 
Pushyamitra, der Dynastiegründer der Shunga, entstammte trotz seines militärischen Hintergrundes einer Brahmanen-Familie und regierte deutlich mehr als 30 Jahre. Er war in große Kämpfe mit den baktrischen Griechen unter König Demetrios I. und dann mit dessen General Menander ab 185 v. Chr. verwickelt. 
Pushyamitras Sohn Agnimitra war Vizekönig in Zentralindien, und seine Hauptstadt war Vidisha in Malwa. Er soll – einem Theaterstück Kalidasas zufolge – die Feindschaft zum Vidarbha-Reich in Berar (das möglicherweise schon den Shatavahanas unterstand) durch eine Heirat beendet haben. In seine Zeit fällt das Vorrücken des namhaften indo-griechischen Königs Menander. 
Trotz ihrer über hundertjährigen Regierungszeit ist über die Shunga auf Grund von Quellenarmut sehr wenig bekannt. Sie zogen den Brahmanismus dem Buddhismus und den Ajivikas vor und pflegten das Sanskrit. Die Finanzierung von buddhistischen Klöstern zwecks Hebung der allgemeinen Kultur war ihnen im Vergleich zur Ansiedlung von Brahmanenfamilien wohl zu teuer. Die buddhistische Darstellung sagt aus von der Verfolgung der Buddhisten durch Pushyamitra (100 Goldstücke pro Kopf) und der Zerstörung von sehr vielen Stupas. Daraufhin wuchsen die hinduistischen Klöster der Shungas. Die Shunga hoben viele Verbote Ashokas auf. Die hinduistischen Feste und Tieropfer betrafen auch Shungas Nachbar, das buddhistisch-indische Königreich Kalinga. Pushyamitra pflegte das vedische Pferdeopfer (ashvamedha).
Im Verlauf von über 100 Jahren schrumpfte das Shunga-Reich auf das Kerngebiet Magadha zusammen. Der letzte König Bhagabhadra wird noch auf der Heliodoros-Säule bei Vidisha erwähnt, in welcher auch von einer Gesandtschaft des indo-griechischen Königs Antialkidas die Rede ist. Die Shunga-Dynastie endete, als der König Devabhuti im Jahr 73 v. Chr. auf Anstiftung seines Ministers Vasudeva von einer Sklavin ermordet wurde. Vasudeva gründete nun seinerseits auf den „Ruinen“ des Shunga-Reiches das Reich der kurzlebigen Kanva-Dynastie (73–28 v. Chr.), die nur fünf Könige vorzuweisen hatte und unter der Magadha bis zur Guptazeit in regionale kleine Teilfürstentümer eingeteilt war.

## Kunst
Die Shunga bevorzugten im Gegensatz zu den Maurya wieder stärker indische Elemente in der Kunst. Aus der Zeit sind nur wenige Steinreliefs erhalten; die bedeutendsten stammen vom vedika-Steinzaun des Stupa von Bharhut. Typisch für die Shunga-Zeit sind auffällig verknotete Kopfbedeckungen wie sie auch auf einigen figürlichen Reliefs in Sanchi oder Bhaja zu sehen sind.

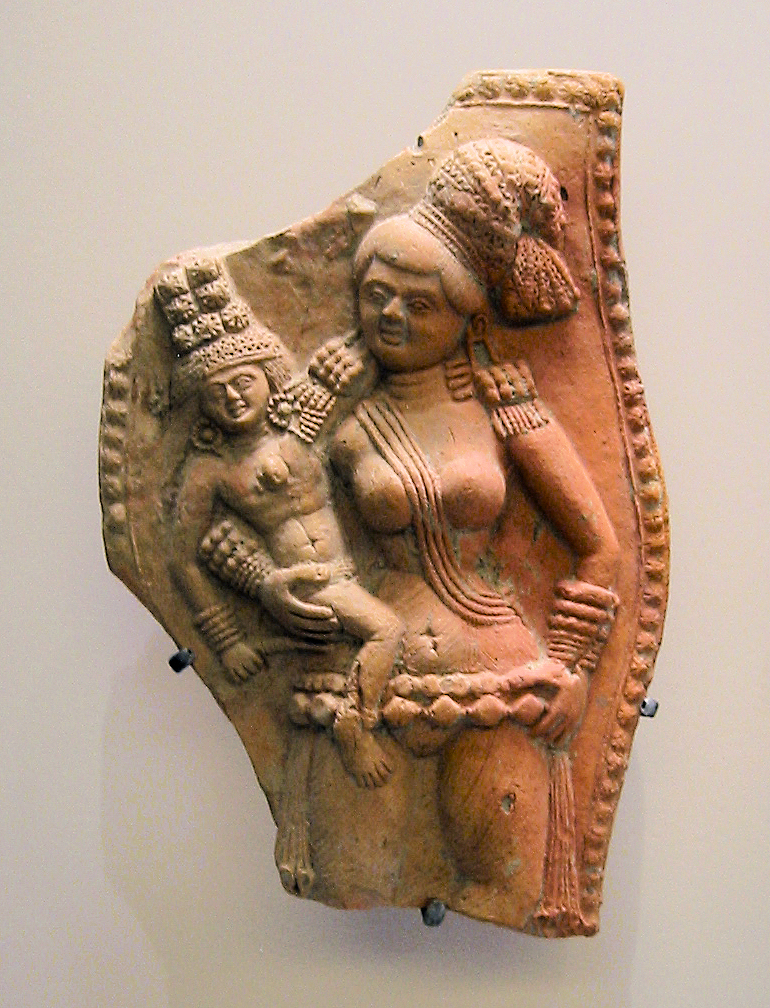
Frau mit Kind
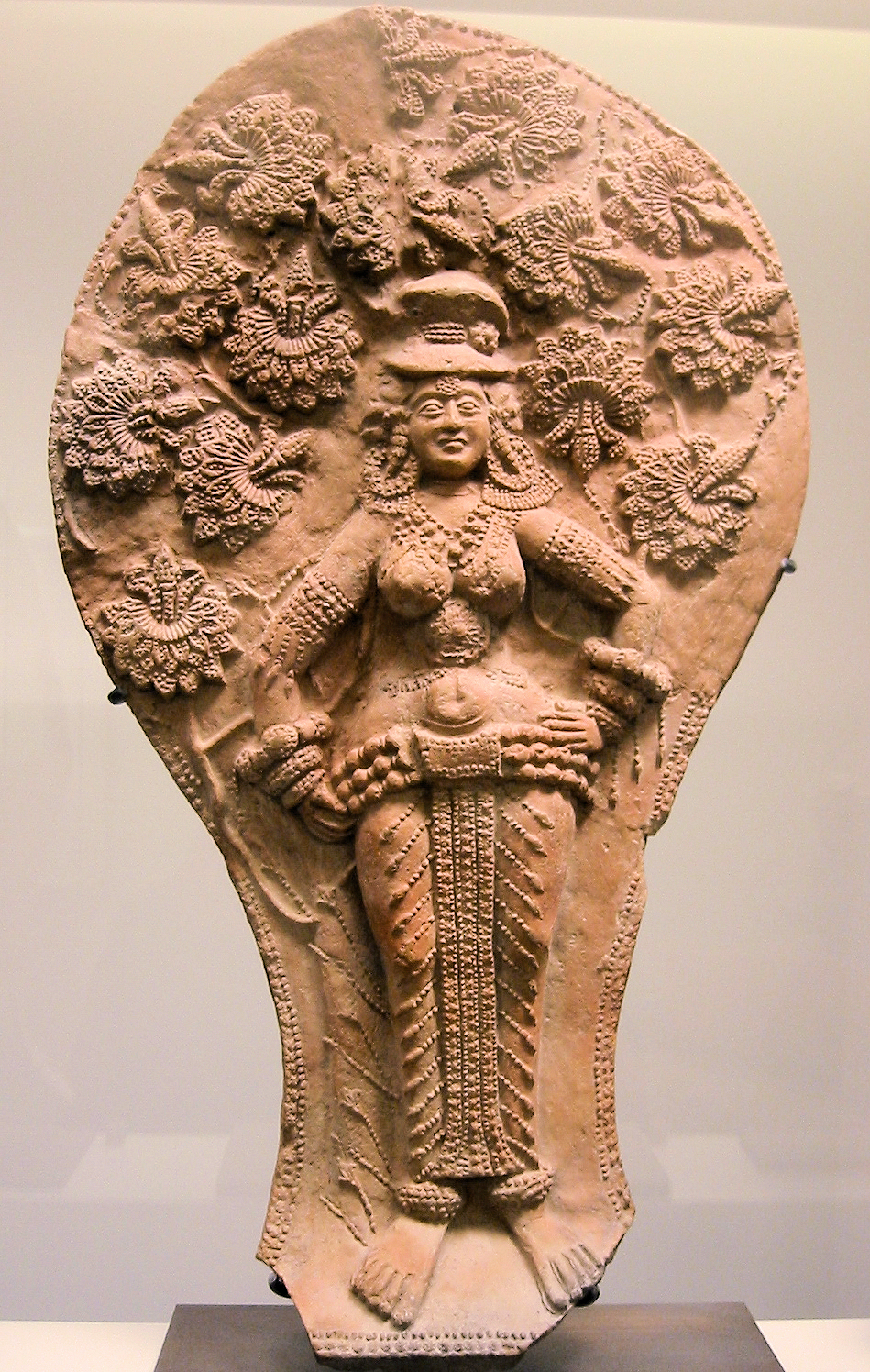
Yakshi
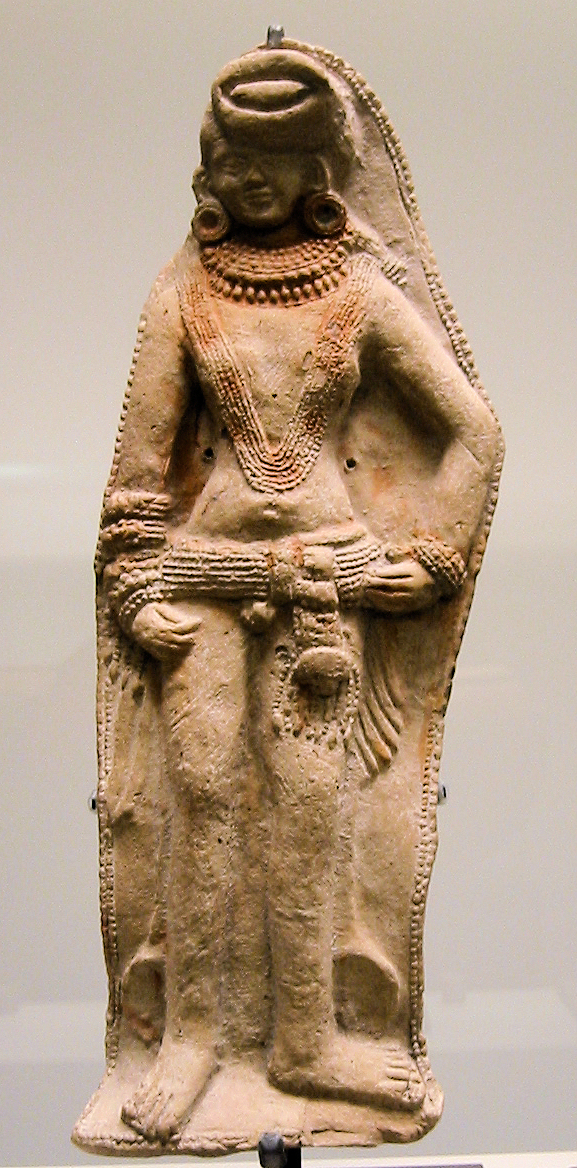
weibliche Figur
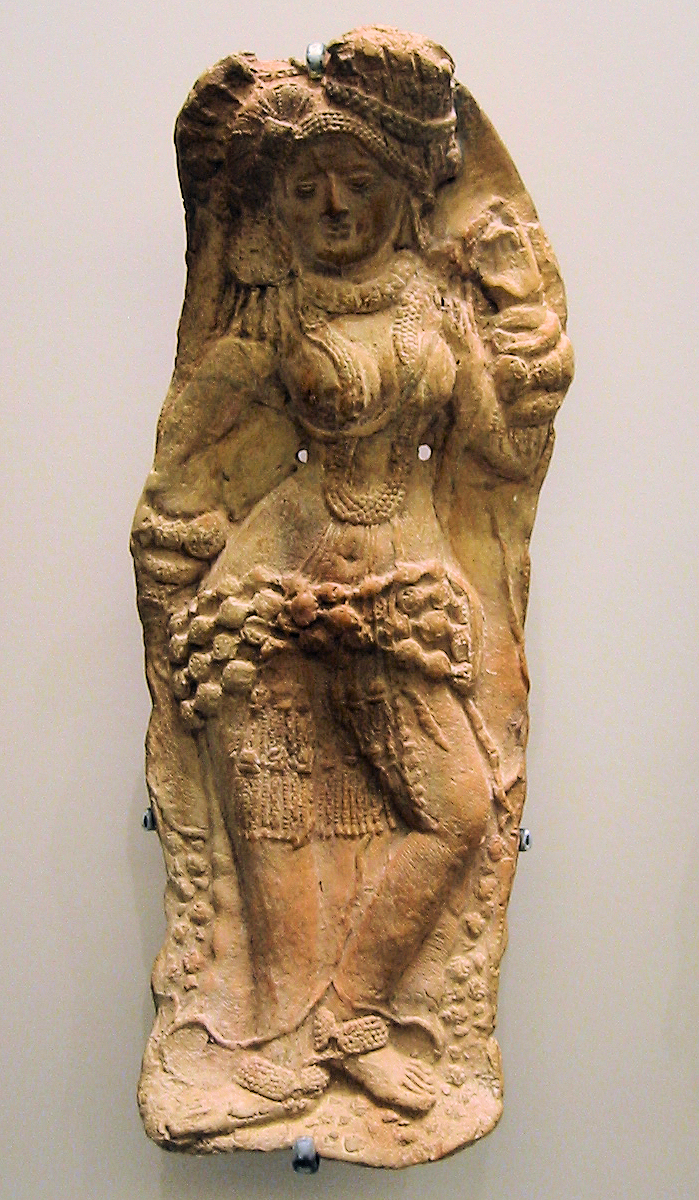
dto.

## Liste der Shunga-Könige
- Pushyamitra Shunga (185–149 v. Chr.)
- Agnimitra (149–141 v. Chr.)
- Vasujyestha (ca. 141 v. Chr.)
- Vasumitra (141–137/1 v. Chr.)
- Andraka
- Pulindaka
- Ghoshavasu
- Vajramitra (?–116 v. Chr., abged.)
- Bhagavata (116–83 v. Chr.)
- Devabhuti (83–73 v. Chr.)